# Lady Frere
Lady Frere ist eine Stadt in der südafrikanischen Provinz Ostkap (Eastern Cape). Sie ist Verwaltungssitz der Gemeinde Emalahleni und liegt im Distrikt Chris Hani.

## Geographie
2011 hatte Lady Frere 2510 Einwohner (Volkszählung). Die meisten Bewohner sprechen isiXhosa. Nahegelegene Städte sind Queenstown 51 Kilometer südwestlich und Cala 53 Kilometer nordöstlich.

## Geschichte
Die Region um das spätere Lady Frere wurde ab 1853 als Tambookie Location bezeichnet. Der Ort wurde 1879 – nach dem Ende der Grenzkriege – gegründet und nach der Frau des damaligen Gouverneurs der Kapkolonie, Henry Bartle Frere, benannt. Die Region wurde später der Transkei zugeordnet und als Glen Grey District bezeichnet. Dieser erhielt wiederum nach dem nahen Fluss den Namen Cacadu District. 1900 erlangte der Ort Gemeindestatus. Ab 1974 gehörte Lady Frere zur Ciskei, obwohl es nicht im eigentlichen Gebiet des Homelands lag. 1994 wurde es Teil der neugegründeten Provinz Ostkap.

## Wirtschaft und Verkehr
Die Stadt liegt an der Fernstraße R410, die Lady Frere mit Queenstown und Cala verbindet.

## Persönlichkeiten
- George Dodd (1883–1957), Tennisspieler
- Maria Kunz (1899–1985), Schweizer Ärztin und Entwicklungshelferin, gründete hier ein Krankenhaus
- Xolile Yawa (* 1962), Leichtathlet, geboren in Lady Frere